# 卡纳纳斯基斯
卡纳纳斯基斯（英語：Kananaskis）是加拿大阿尔伯塔省卡尔加里西部的一个地方行政区域， 处于落基山脉的前山和丘陵地带。2002年6月是八国集团第28届会议的举办地。而2025年6月是七国集团第51届会议的举办地。